# Erik Mejlo
Erik Mejlo (13 marzo 1945 – 12 febbraio 2007) è stato un calciatore norvegese, di ruolo centrocampista.

## Carriera

### Club
Mejlo ha vestito la maglia dello Skeid, con cui ha conquistato due edizioni del Norgesmesterskapet (1963 e 1965) ed un campionato (1966). Ha debuttato in prima squadra nel 1963. Ha disputato 7 partite nelle competizioni europee per club, la prima delle quali in data 15 settembre 1964, quando è stato schierato titolare nella vittoria per 1-0 sull'Haka, in una sfida valida per l'edizione stagionale della Coppa delle Coppe. Ha totalizzato 78 presenze e 2 reti nella massima divisione locale, tra il 1963 ed il 1970.
Ha successivamente vestito la maglia dell'Eidsvold.

### Nazionale
Mejlo ha giocato per la Norvegia under 19 e Under-21. Per quanto concerne quest'ultima selezione, ha disputato l'unica partita in squadra in data 20 agosto 1964, nella sconfitta per 2-1 contro la Finlandia.

## Palmarès

### Club
- Coppa di Norvegia: 2

Skeid: 1963, 1965
- Campionato norvegese: 1

Skeid: 1966